# Lutas nos Jogos Pan-Americanos de 2015 - Livre até 69 kg feminino
A categoria até 69 kg feminino foi um dos eventos da luta livre nos Jogos Pan-Americanos de 2015. Foi disputada em 17 de julho no Centro Esportivo Mississauga, em Mississauga.  

## Calendário
Horário local (UTC-4).
| Data        | Horário | Fase                |
| ----------- | ------- | ------------------- |
| 17 de julho | 14:35   | Quartas de final    |
| 17 de julho | 15:29   | Semifinal           |
| 17 de julho | 20:27   | Disputa pelo bronze |
| 17 de julho | 20:45   | Final               |

## Medalhistas
| Ouro   | CAN Dorothy Yeats |
| Prata  | VEN María Acosta  |
| Bronze | MEX Diana Miranda |

## Resultados

### Chave
| Quartas de final | Quartas de final      | Quartas de final | Quartas de final | Quartas de final |  |  | Semifinal | Semifinal         | Semifinal | Semifinal | Semifinal |  |  | Final | Final             | Final | Final | Final |
|                  |                       |                  |                  |                  |  |  |           |                   |           |           |           |  |  |       |                   |       |       |       |
|                  |                       |                  |                  |                  |  |  |           |                   |           |           |           |  |  |       |                   |       |       |       |
|                  |                       |                  |                  |                  |  |  |           | MEX Diana Miranda | 0         | 1         |           |  |  |       |                   |       |       |       |
|                  | VEN María Acosta      | 1                | 4                |                  |  |  |           | VEN María Acosta  | 1         | 2         |           |  |  |       |                   |       |       |       |
|                  | PUR Dayanara Rivera   | 0                | 0                |                  |  |  |           |                   |           |           |           |  |  |       | VEN María Acosta  | 2     | 0     |       |
|                  | CUB Yudari Sánchez    | 0                | 0                |                  |  |  |           |                   |           |           |           |  |  |       | CAN Dorothy Yeats | 9     | 4     |       |
|                  | CAN Dorothy Yeats     | 6                | 0                |                  |  |  |           | CAN Dorothy Yeats | 8         | 6         |           |  |  |       |                   |       |       |       |
|                  | BRA Gilda de Oliveira | 0                | 0                |                  |  |  |           | ARG Luz Vázquez   | 3         | 0         |           |  |  |       |                   |       |       |       |
|                  | ARG Luz Vázquez       | 3                | 4                |                  |  |  |           |                   |           |           |           |  |  |       |                   |       |       |       |

### Repescagem
|  | Primeira rodada     | Primeira rodada   | Primeira rodada |  |  | Disputa pelo bronze | Disputa pelo bronze | Disputa pelo bronze |
|  |                     |                   |                 |  |  |                     |                     |                     |
|  | PUR Dayanara Rivera |                   |                 |  |  |                     |                     |                     |
|  | bye                 | bye               |                 |  |  | PUR Dayanara Rivera | PUR Dayanara Rivera | 0 1                 |
|  | MEX Diana Miranda   | MEX Diana Miranda |                 |  |  | MEX Diana Miranda   | MEX Diana Miranda   | 1 0                 |
|  | bye                 |                   |                 |  |  |                     |                     |                     |
|  |                     |                   |                 |  |  |                     |                     |                     |
|  |                     |                   |                 |  |  |                     |                     |                     |
|  |                     |                   |                 |  |  |                     |                     |                     |

|  | Primeira rodada    | Primeira rodada   | Primeira rodada |  |  | Disputa pelo bronze | Disputa pelo bronze | Disputa pelo bronze |
|  |                    |                   |                 |  |  |                     |                     |                     |
|  | CUB Yudari Sánchez |                   |                 |  |  |                     |                     |                     |
|  | bye                | bye               |                 |  |  | CUB Yudari Sánchez  | CUB Yudari Sánchez  | 0 1                 |
|  | Luz Vázquez (ARG)  | Luz Vázquez (ARG) |                 |  |  | Luz Vázquez (ARG)   | Luz Vázquez (ARG)   | 6 1                 |
|  | bye                |                   |                 |  |  |                     |                     |                     |
|  |                    |                   |                 |  |  |                     |                     |                     |
|  |                    |                   |                 |  |  |                     |                     |                     |
|  |                    |                   |                 |  |  |                     |                     |                     |